# Anita Mui
Anita Mui (梅艷芳, pinyin: Méi Yànfāng) född i 10 oktober 1963 i Hongkong, död 30 december 2003 i Hongkong (cancer), var en kinesisk sångare (över 40 album) och skådespelare. Troende buddhist.

## Filmografi (skådespelare)
- 1996 – Rumble in the Bronx
- 1994 – Drunken Master II
- 1993 – The Heroic Trio